# Ciclone Gene
O ciclone Gene (designação do JTWC: 15P; também conhecido como ciclone tropical intenso Gene) foi o décimo segundo ciclone tropical e o quarto sistema nomeado da temporada de ciclones no Pacífico sul de 2007-08. Em seu caminho, Gene afetou Fiji e Vanuatu. Durante a sua passagem por Fiji, Gene causou sete fatalidades.

## História meteorológica

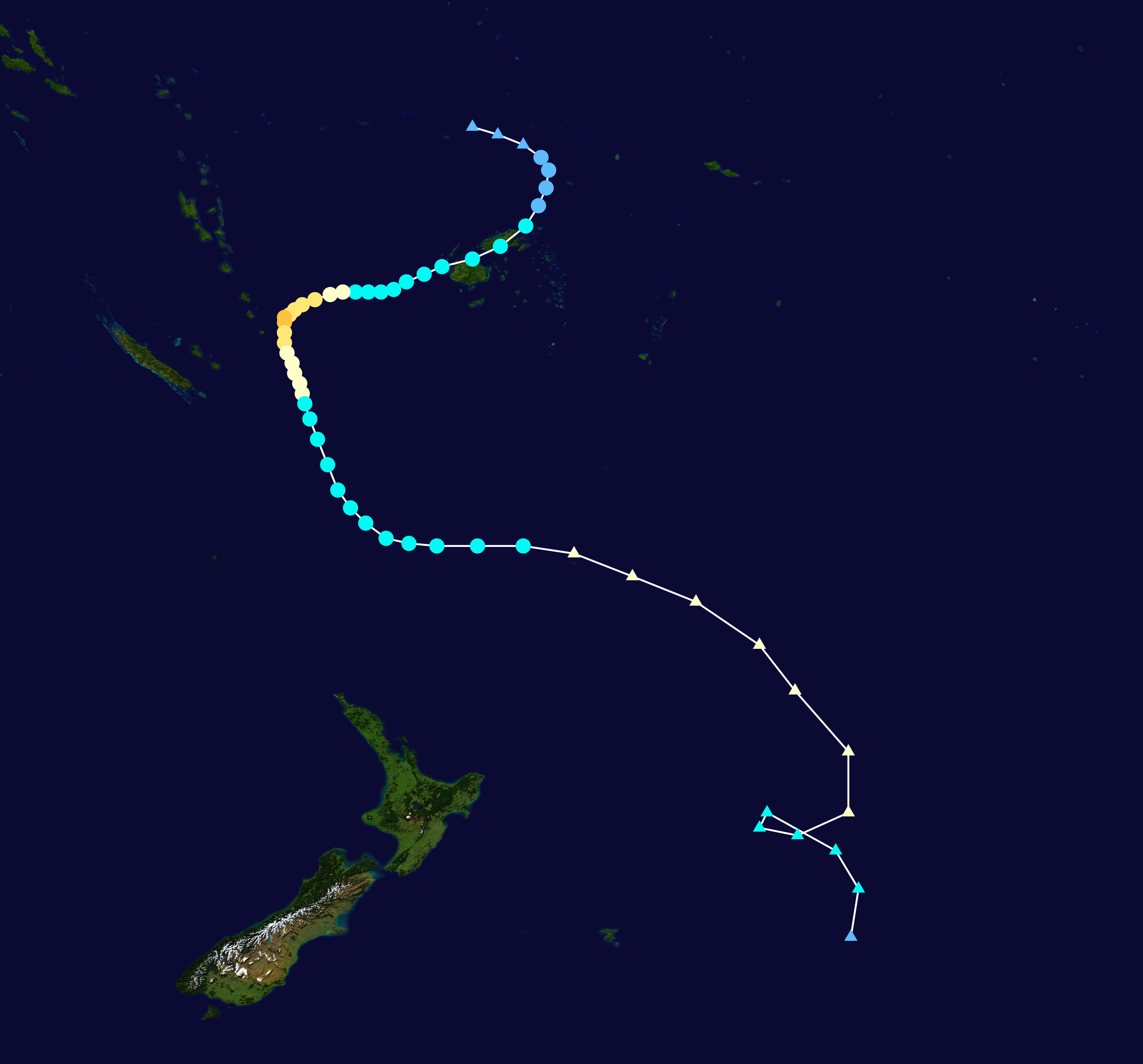
O caminho de Gene

Em 24 de Janeiro, uma área de distúrbios meteorológicos começou a ser monitorado pelo Joint Typhoon Warning Center (JTWC), localizado a noroeste de Fiji. Este sistema moveu-se para leste e após para sudoeste assim que ganhava força lentamente. Em 26 de Janeiro, o Centro Meteorológico Regional Especializado (CMRE) de Nadi, controlada pelo Serviço Meteorológico de Fiji, classificou este sistema como a depressão tropical 12F. O sistema continuou a se desenvolver e logo depois, o JTWC emitiu um alerta de formação de ciclone tropical. Indo lentamente para sudoeste, a perturbação continuou a se intensificar e em 27 de Janeiro, o JTWC começou a emitir avisos regulares sobre o ciclone tropical 15P. Pouco depois, no começo da madrugada de 28 de Janeiro, o CMRE de Nadi classificou a depressão como um ciclone tropical e nomeou-lhe de Gene. Gene foi o quarto sistema a ser nomeado na temporada de ciclones no Pacífico sul de 2007-08. Naquele dia, Gene afetou as duas ilhas principais de Fiji. Devido à interação da circulação ciclônica de Gene com as ilhas, o ciclone interrompeu sua intensificação. Assim que se moveu para oeste, afastando-se de Fiji, Gene voltou a se intensificar e em 30 de Novembro, o CMRE de Nadi classificou Gene como um ciclone tropical intenso. Em 31 de janeiro, Gene alcançou o pico de intensidade, com ventos constantes de 185 km/h segundo o JTWC, ou ventos constantes de 155 km/h, segundo o CMRE de Nadi. Seguindo na periferia de uma alta subtropical ao seu sudeste, Gene começou a seguir para o sul e encontrou ventos de cisalhamento. A partir deste momento, Gene começou a se enfraquecer lentamente. O CMRE de Nadi desclassificou Gene para um ciclone tropical em 2 de Fevereiro. Gene continuou a mover-se para o sul e sudeste e deixou a área de responsabilidade do CMRE de Nadi e no dia seguinte e entrou na área de responsabilidade do Centro de Aviso de Ciclone Tropical (CACT) de Wellington, Nova Zelândia. Gene continuou a se enfraquecer lentamente devido aos ventos de cisalhamento e as águas frias. O CACT de Wellington emitiu seu último aviso sobre Gene como sistema tropical em 6 de Fevereiro assim que Gene perdeu suas características tropicais e tornou-se um ciclone tropical. Praticamente ao mesmo tempo, o JTWC também emitiu seu último aviso assim que Gene tornou-se um sistema extratropical.

## Preparativos e impactos
Em 28 de Janeiro, o Serviço Meteorológico de Fiji emitiu um alerta de ciclone para as duas ilhas principais de Fiji, além para as ilhas adjacentes. No mesmo dia e no dia seguinte, Gene passou entre estas ilhas, afetando praticamente todo o arquipélago, com ventos constantes de 85 km/h e rajadas de vento que chegavam a 110 km/h. Centenas de pessoas foram levadas a abrigos de emergência, como escolas e galpões. O governo de Fiji encorajou os cidadãos a procurarem estes abrigos para se protegerem do ciclone. A passagem do ciclone levou ao corte do fornecimento de eletricidade nas ilhas principais de Viti Levu e Vanua Levu quando os ventos derrubaram as linhas de transmissão. As chuvas torrenciais levaram ao corte no abastecimento de água no país. Na ilha de Viti Levu, os danos foram maiores. Centenas de casas foram destelhadas enquanto outras foram danificadas severamente. As chuvas torrenciais causaram enchentes severas no país. Cerca de 30 casas foram completamente destruídas. Os reparos na transmissão de eletricidade foram rápidos. Entretanto, 36 horas após a passagem de Gene, partes da capital do país, Suva, ainda estavam sem eletricidade. Ao todo, sete pessoas morreram em Viti Levu durante a passagem da tempestade. Assim que Gene seguiu para oeste, o governo de Vanuatu emitiu um alerta de ciclone. Nova Caledônia também emitiu um aviso de ciclone assim que foi previsto que Gene passaria pela ilha. Ambos os avisos foram cancelados assim que Gene começou a seguir para o sul, poupando estas ilhas.